# Jogo de Damas (Abel Manta)
Jogo de Damas é uma pintura a óleo sobre tela do artista português do Modernismo Abel Manta (1888-1982) e que está atualmente no Museu do Chiado, em Lisboa.
A pintura representa um casal sentado a uma mesa redonda de tampo branco a jogar às damas, numa sala bem iluminada, estando os dois vestidos de modo casual. A obra foi adquirida pelo Estado em 1930.

## Descrição
Em frente um do outro, olhando ambos para o tabuleiro, um casal joga às damas. De costas, o homem está vestido de castanho, com a a cabeça baixa, concentrado no jogo, e à sua frente, uma jovem mulher vestida com uma blusa azul, fixando também o tabuleiro, senta-se mais descontraída num cadeirão verde, tendo o braço esquerdo apoiado na cadeira e a face encostada à outra mão, cujo cotovelo assenta no tampo branco (mármore?) da mesa. Em fundo, alguns planos descontínuos (outras pinturas no suporte?) e o chão ladrilhado de branco e salmão.
A composição angulosa das figuras que se desenvolvem em volta da elipse do tampo da mesa, a cuja curvatura corresponde o espaldar de uma cadeira, define um espaço intimista onde é reconhecível a mulher do artista, a pintora Clementina Carneiro de Moura. A perspectiva da cena é dada de um plano relativamente alto que permite aprofundar o espaço obliquamente em relação ao plano da tela com uma certa tensão construtiva.

## Apreciação

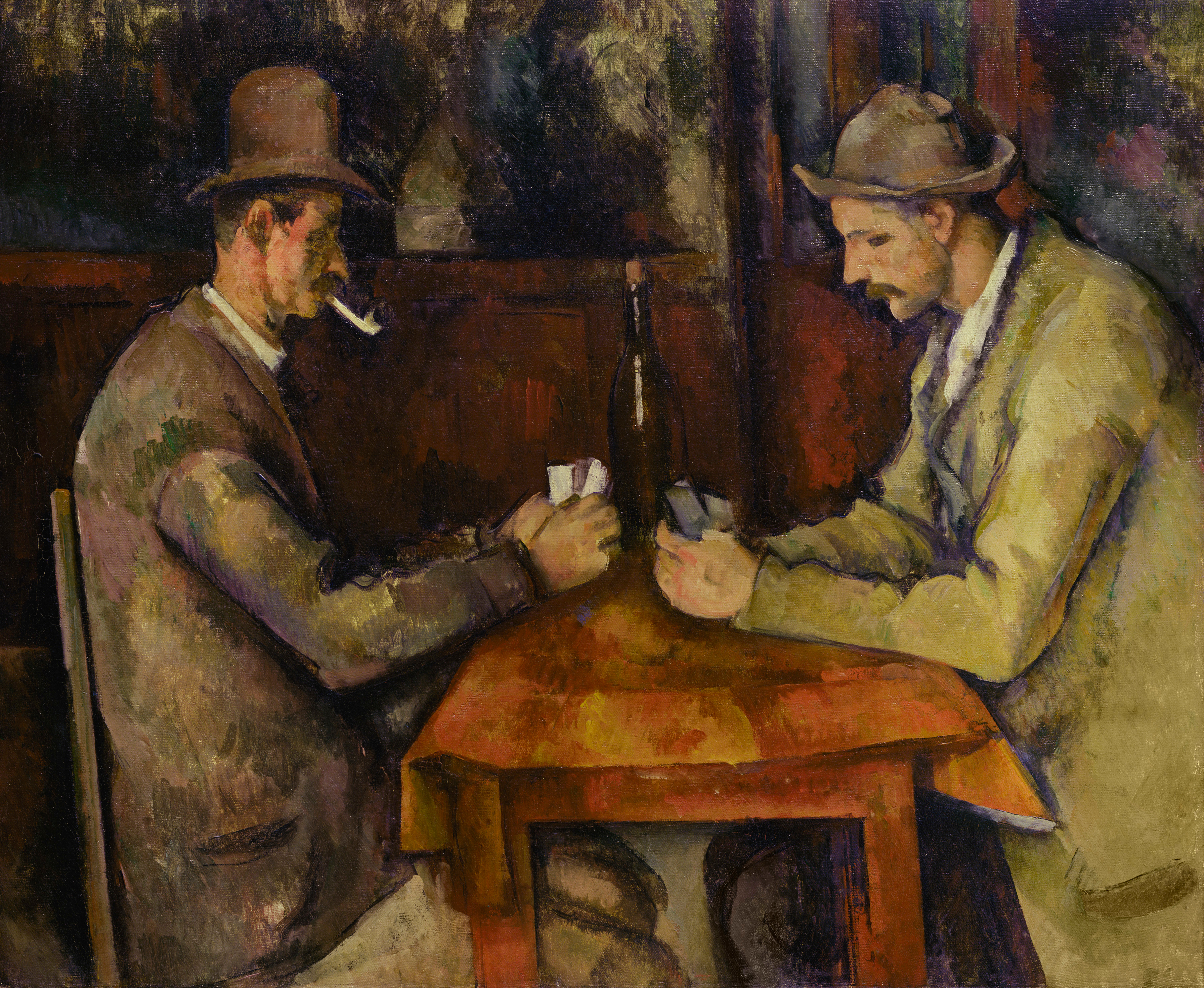
Os Jogadores de cartas (Les Joueurs de cartes) (ca. 1894-1895, 5ª versão), de Paul Cézanne, no Museu de Orsay

Para Pedro Lapa, será na pintura Os Jogadores de cartas (imagem ao lado) de Paul Cézanne que Abel Manta se inspirou. A gama cromática clara, oscilando entre os rosas e os cinzas, terá relação com a pintura a fresco que o artista praticou e ensinou. O xadrez do tabuleiro parece encontrar eco no do chão, tornando as figuras humanas em peças de um outro jogo, o da própria pintura, que se afirma na representação naturalista. Às silhuetas das cabeças formadas por linhas rectas quebradas ou à geometrização abstracta do fundo e do chão, responde a sombra da mesa criada por uma luz natural sobre as coxas da senhora, ou a da gola do vestido, como situações próprias de um Naturalismo recalcado, mas básico, sob um Modernismo como efeito de estilo.

### Ligação externa
- Página oficial do Museu do Chiado